# Orthodox Celts (албум)
Први албум групе Ортодокс Келтс, издат 1994. године. На њему се налазе искључиво оригиналне песме ирског фолка.

## Списак песама:
1. (традиционална) (инструментал)
2. (традиционална)
3. (традиционална)
4. (традиционална) (инструментал)
5. (традиционална)
6. (традиционална)
7. (традиционална)
8. (традиционална) (инструментал)
9. (традиционална) (верзија бенда The Pogues)
10. (традиционална)
11. (традиционална) (инструментал)
12. (традиционална)